# Frierfjord
Der Frierfjord (auch Frier oder Frierfjorden) ist ein Fjord in Grenland in der norwegischen Provinz Telemark. Er liegt in den Kommunen Porsgrunn und Bamble.
Er erstreckt sich von Brevik bis zur Mündung der Porsgrunnselva. Die Mündung (Brevikstrømmen) ist 300 m breit und wird von der Breviksbrua überspannt. Etwas weiter innerhalb überspannt die neuere Grenlandsbrua (Europastraße 18) den Fjord.
Auf dem Fjord herrscht reger Schiffsverkehr, beispielsweise zu Rafnes in Bamble, Norsk Hydro in Porsgrunn und bis zur Stilllegung 2006 zu Norske Skog Union in Skien.
Der Name Frier kommt wahrscheinlich aus dem Altnordischen und bedeutet „der Schöne“.